# 55ª Mostra internazionale d'arte cinematografica di Venezia
La 55ª Mostra internazionale d'arte cinematografica di Venezia si tenne dal 3 al 13 settembre 1998.
Fu la seconda e ultima edizione diretta da Felice Laudadio.
In tale edizione fu introdotto il premio Marcello Mastroianni, assegnato all'attore o attrice emergente.
Il film d'apertura della mostra fu Salvate il soldato Ryan di Steven Spielberg.

## Le giurie

### Giuria della sezione ufficiale
- Ettore Scola, (regista, Italia)
- Héctor Babenco (regista, Brasile)

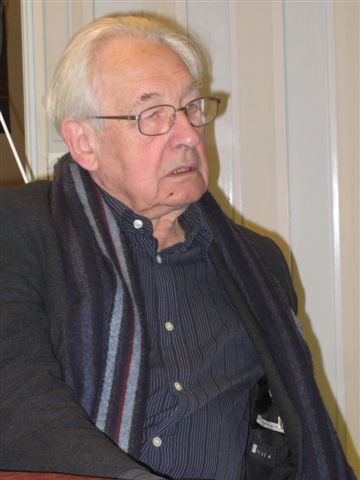
Andrzej Wajda, Leone d'Oro alla carriera 1998

- Šarūnas Bartas (regista, Lituania)
- Kathryn Bigelow (regista, Stati Uniti)
- Reinhard Hauff (regista, Germania)
- Danièle Heymann (critica cinematografica, Francia)
- Ismail Merchant (produttore e regista, India)
- Luis Sepúlveda (scrittore, Cile)
- Tilda Swinton (attrice e regista, Regno Unito)

### Giuria della sezione Corto-Cortissimo
- Abel Ferrara, (regista, Stati Uniti d'America)
- Chiara Caselli, (attrice, Italia)
- George Benayoun, (produttore, Francia)

## Sezioni principali

### Film in concorso
- Ballando a Lughnasa (Dancing at Lughnasa), regia di Pat O'Connor (Irlanda)
- Bugie, baci, bambole & bastardi (Hurlyburly), regia di Tony Drazan (Stati Uniti d'America)
- Bulworth - Il senatore (Bulworth), regia di Warren Beatty (Stati Uniti d'America)
- Così ridevano, regia di Gianni Amelio (Italia)
- Gatto nero, gatto bianco (Crna macka, beli macor), regia di Emir Kusturica (Jugoslavia)
- Gli amanti del circolo polare (Los amantes del círculo polar), regia di Julio Medem (Spagna)
- Hilary e Jackie (Hilary and Jackie), regia di Anand Tucker (Stati Uniti d'America)
- I giardini dell'Eden, regia di Alessandro D'Alatri (Italia)
- I piccoli maestri, regia di Daniele Luchetti (Italia)
- Il giocatore (Rounders), regia di John Dahl (Stati Uniti d'America)
- Il silenzio (Sokout), regia di Mohsen Makhmalbaf (Iran)
- L'albero delle pere, regia di Francesca Archibugi (Italia)
- La nube (Le nuage), regia di Fernando Solanas (Argentina)
- Lola corre (Lola rennt), regia di Tom Tykwer (Germania)
- New Rose Hotel, regia di Abel Ferrara (Stati Uniti d'America)
- Place Vendôme, regia di Nicole Garcia (Francia)
- Racconto d'autunno (Conte d'automne), regia di Éric Rohmer (Francia)
- Terminus Paradis - Capolinea Paradiso (Terminus Paradis), regia di Lucian Pintilie (Romania)
- Tráfico, regia di João Botelho (Portogallo)
- Vite rubate (Voleur de vie), regia di Yves Angelo (Francia)

### Film fuori concorso
- Salvate il soldato Ryan (Saving Private Ryan), regia di Steven Spielberg (Stati Uniti d'America) - film inaugurale
- Per caso o per azzardo (Hasards ou coincidences), regia di Claude Lelouch (Francia)
- La figlia di un soldato non piange mai (A Soldier's Daughter Never Cries), regia di James Ivory (Gran Bretagna)
- Tu ridi, regia di Paolo e Vittorio Taviani (Italia)
- Incontri proibiti, regia di Alberto Sordi (Italia) - Tributo ad Alberto Sordi
- Elizabeth, regia di Shekhar Kapur (Gran Bretagna)
- Del perduto amore, regia di Michele Placido (Italia)
- Celebrity, regia di Woody Allen (Stati Uniti d'America)
- La ballata dei lavavetri, regia di Peter Del Monte (Italia)
- ¿Bin ich schön?, regia di Doris Dörrie (Germania) - film di chiusura

### Notti e stelle
- Il violino rosso (The Red Violin), regia di François Girard (Canada)
- He Got Game, regia di Spike Lee (Stati Uniti d'America)
- Delitto perfetto (A Perfect Murder), regia di Andrew Davis (Stati Uniti d'America)
- The Truman Show, regia di Peter Weir (Stati Uniti d'America)
- Lautrec, regia di Roger Planchon (Francia)
- Marlowe - Omicidio a Poodle Springs (Poodle Springs), regia di Bob Rafelson (Stati Uniti d'America)
- Out of Sight, regia di Steven Soderbergh (Stati Uniti d'America)
- L'allievo (Apt Pupil), regia di Bryan Singer (Stati Uniti d'America)
- Un altro giorno in paradiso (Another Day in Paradise), regia di Larry Clark (Stati Uniti d'America)
- Ronin, regia di John Frankenheimer (Stati Uniti d'America)
- Radiofreccia, regia di Luciano Ligabue (Italia)

## I premi
- Leone d'oro al miglior film: Così ridevano di Gianni Amelio
- Leone d'argento - Gran premio della giuria: Terminus Paradis - Capolinea Paradiso di Lucian Pintilie
- Leone d'argento - Premio speciale per la regia: Emir Kusturica per Gatto nero, gatto bianco (Crna macka, beli macor)
- Coppa Volpi al miglior attore: Sean Penn per Bugie, baci, bambole & bastardi (Hurlyburly)
- Coppa Volpi alla miglior attrice: Catherine Deneuve per Place Vendôme
- Premio Marcello Mastroianni: Niccolò Senni per L'albero delle pere
- Leone d'oro alla carriera: Sophia Loren, Andrzej Wajda e Warren Beatty